# NGC 3071
NGC 3071 este o galaxie lenticulară situată în constelația Leul. A fost descoperită în 10 martie 1886 de către Johann Palisa.